# Ruth Buchardt

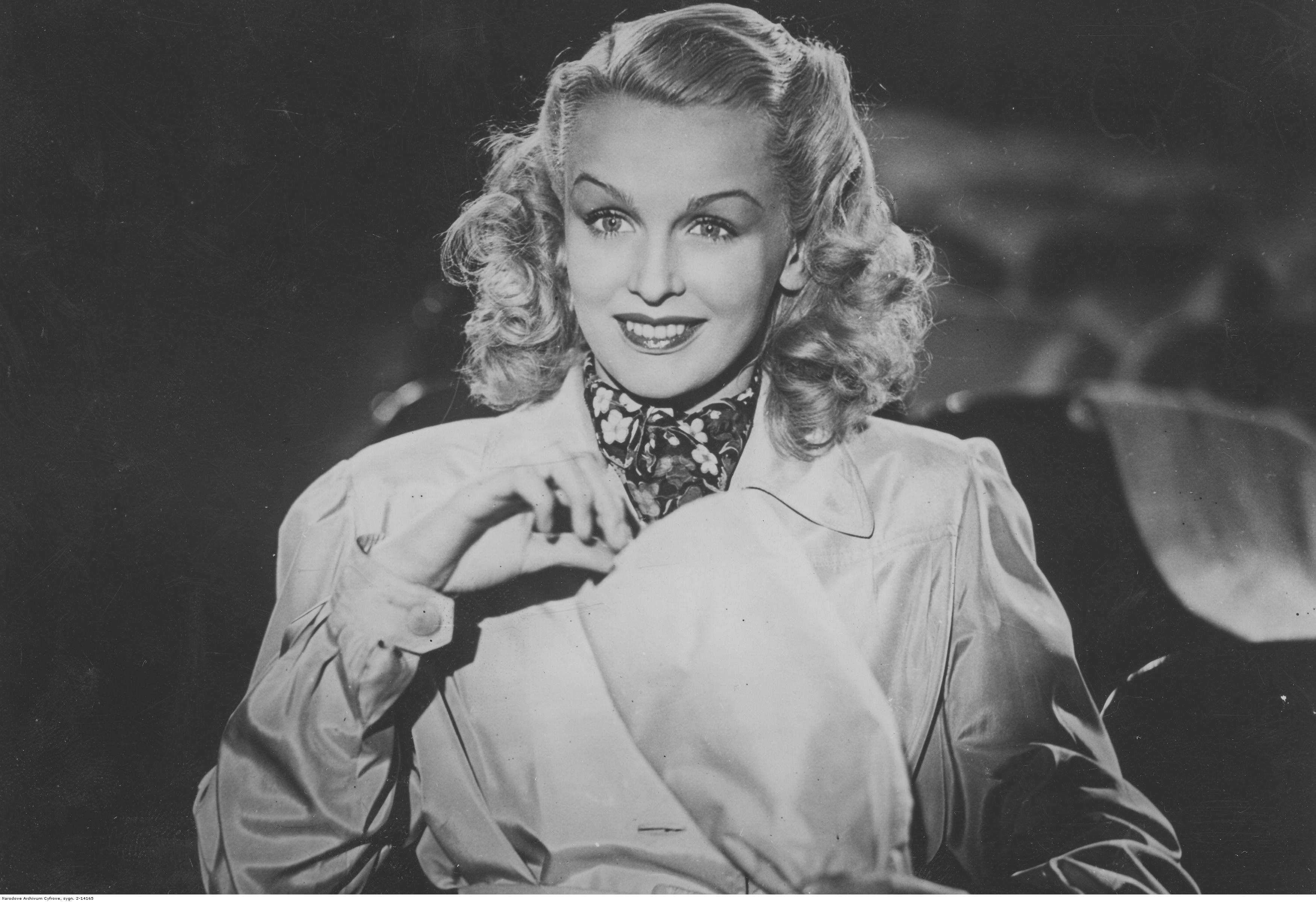
Ruth Buchardt, 1940

Ruth Buchardt, geboren als Ruth Anny Hansen (* 26. August 1920 in Dänemark; † 1999 in Berlin) war eine dänisch-deutsche Tänzerin mit intensiver Schauspielarbeit beim deutschen Film zur Zeit des Zweiten Weltkriegs.

## Leben und Wirken
Ruth Hansen begann ihre künstlerische Laufbahn in den 1930er Jahren als Tänzerin und trat mit ihrem fünf Jahre älteren Bruder Karl Erik Hansen als Tanzpaar „Erik und Ruth Buchardt“ auf. Während Erik im Krieg die deutsche Tänzerin und Schauspielerin Claire Schlichting (Großmutter von Ben und Meret Becker) heiratete, wandte sich Ruth Buchardt mit Ausbruch des Zweiten Weltkriegs dem Film zu und gab ihr Debüt als eine der vier Marias in dem antienglischen Zarah-Leander-Historiendrama Das Herz der Königin. Noch im selben Jahr heiratete sie den 22 Jahre älteren böhmisch-deutschen Filmregisseur Karl Anton, der sie im darauf folgenden Jahr in der Gesangs-Filmkomödie Immer nur Du besetzte. Hier hatte die attraktive Dänin Johannes Heesters zum Partner. Bis Kriegsende 1945 drehte Ruth Buchardt-Anton Film auf Film und übernahm überwiegend kleine Nebenrollen. Ihre Karriere beendete sie mit der winzigen Rolle einer Stewardess in Der große Fall, erneut eine Inszenierung ihres Mannes. Nach Kriegsende zog sich Ruth Buchardt ins Privatleben zurück und kümmerte sich ganz um die Erziehung ihrer beiden Söhne aus der Ehe mit Anton. Sie überlebte ihren Gatten um zwanzig Jahre.

## Filmografie (komplett)
- 1940: Das Herz der Königin
- 1941: Immer nur Du
- 1942: Meine Freundin Josefine
- 1942/44: Philharmoniker
- 1943: Akrobat schö-ö-ö-n
- 1943: Reisebekanntschaft
- 1943: Ein schöner Tag
- 1943: Der Verteidiger hat das Wort
- 1943/44: Eine kleine Sommermelodie (UA: 1982)
- 1943/52: Moselfahrt mit Monika
- 1944: Der Mann, dem man den Namen stahl
- 1944/49: Der große Fall